# Kálvária-domb (Solymár)
A Kálvária-domb hosszanti elhelyezkedésű, északnyugat-délkelet irányban elnyúló, kisebb hegy a Budai-hegységben, nagyobbrészt Solymár, kisebb részben Remeteszőlős területén, délkeleti lejtőivel benyúlva Budapest II. kerületére (Budaliget) is. A Budai Tájvédelmi Körzet területén helyezkedik el, tömegközlekedéssel is könnyen megközelíthető, a BKV 157-es vagy 157A jelzésű buszjárataival. Különlegessége, hogy a délkeleti részén elhelyezkedő kőfejtőben nyílik a Budai-hegységben található egyetlen olyan barlang, amelyben bazalt fordul elő. Ez a barlang a Budaligeti-barlang (Kálvária-barlang).

## Nevének eredete

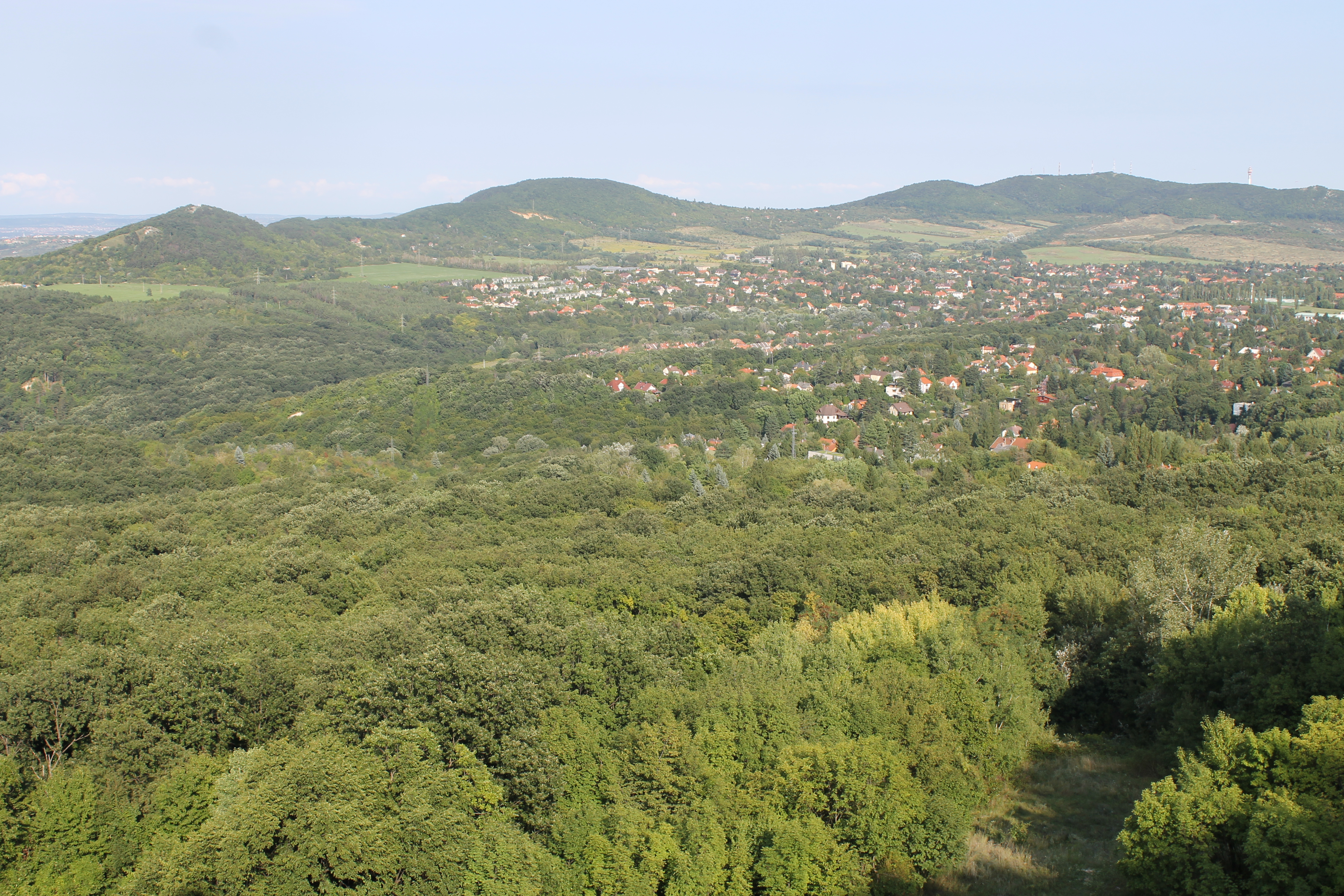
Kilátás a Kálvária-domb csúcsa közeléből

Elnevezése minden bizonnyal arra utal, hogy valamikor a múltban a környező települések vagy településrészek valamelyikének katolikus közössége használhatta a hegyet keresztútjárás céljára. Erre vonatkozóan konkrét adat ezidáig nem került elő, a terepen pedig látható jel nem fedezhető fel arra vonatkozóan, hogy valaha itt kereszt vagy kálvária állt volna.
A „Hollandi-bánya” nevének eredetét illetően egyelőre nem ismert írott adat.

## Elhelyezkedése
A Kálvária-domb a Zsíros-hegy–Nagy-Szénás hegytömbjének egyik alacsonyabb kiemelkedése a hegytömb keleti részén. Budapest legészaknyugatibb határpontja, a Budapest–Remeteszőlős–Solymár-hármashatár közvetlen közelében emelkedik, a Solymárt Remeteszőlőstől elválasztó határvonal a csúcsán keresztül, a gerincvonalán húzódik. Déli szomszédja a hegytömbön belül a 424 méter magas Remete-hegy, északi szomszédja a 419 méter magas Kerek-hegy. Észak-északnyugat felől a Jegenye-völgy felső szakasza határolja, északkeleti és keleti lejtői a Középső-Jegenye-völgyre futnak le; délkeleti lankáira Budaliget legészakibb házai, üdülőtelkei kapaszkodnak fel, délnyugat felől pedig a Kovácsi-erdőföldek irtásterülete határolja.

## Földtana

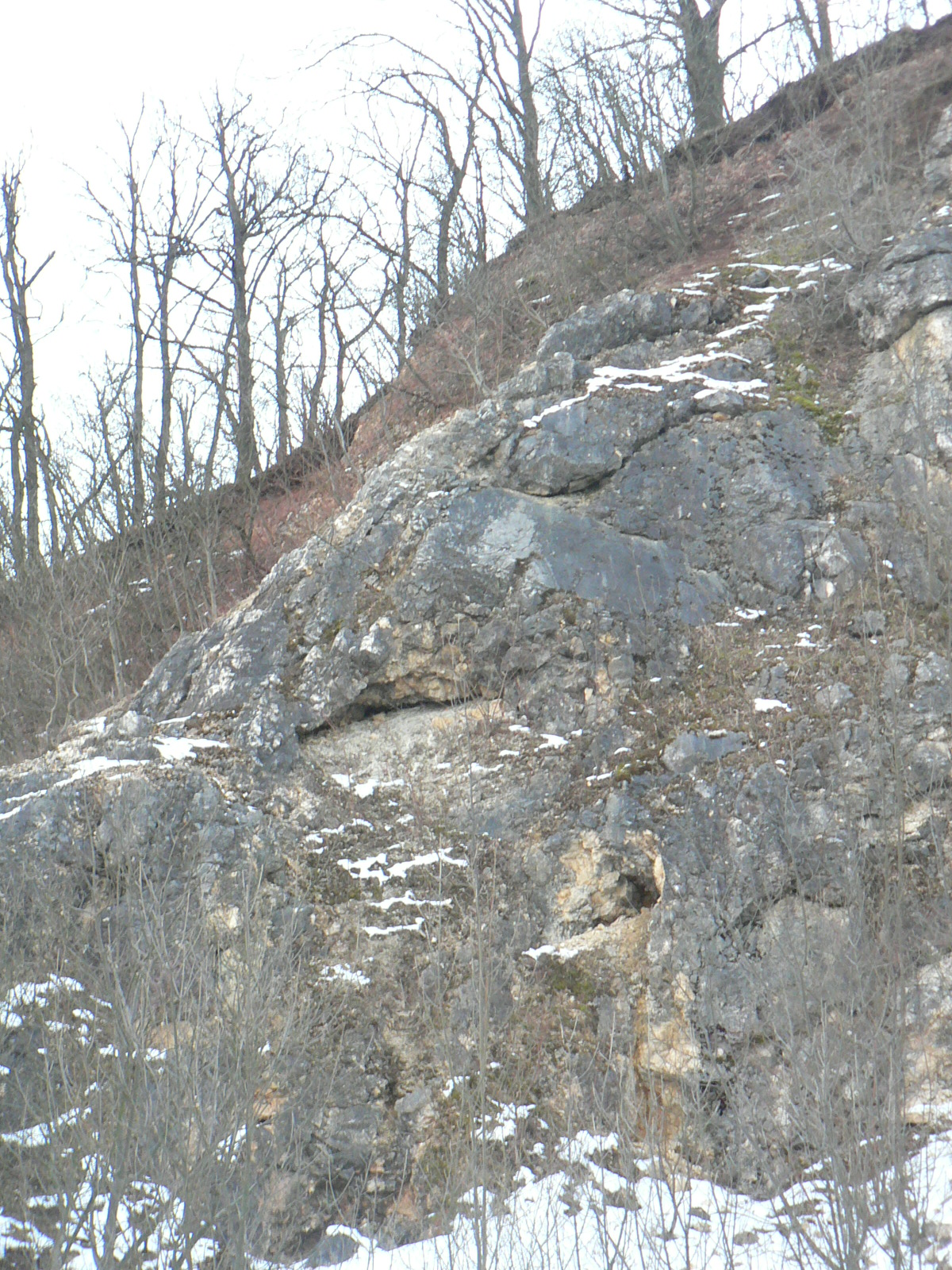
A Hollandi-bányát kettéválasztó meddőgerinc anyaga részben bazalt lehet

Alapkőzete az egész hegytömbhöz hasonlóan a középső triász végén képződött mélytengeri üledék, mészkő, amit a magaslat délkeleti oldalában bányásztak is egykor, három egymás mellett észak-déli irányban elhelyezkedő fejtésben. A mészkő közé azonban intrúzióként kb. 58 (+/-2) millió évesnek becsült korú bazalt is beékelődik, amely többféle megjelenési formában fedezhető fel az említett kőbányák szelvényében; feltehetőleg részben bazaltból áll a kőbánya északi és középső udvarát elválasztó, a sárgásszürke mészkőtől feltűnően elütő, sötétszürke színű meddőgerinc. A bánya két említett udvarában több kisebb-nagyobb barlang, sziklarepedés nyílik, ezek egyikében, a Budaligeti-bazaltos-barlangban ugyancsak észlelhető a bazalt megjelenése, így az egész Budai-hegység területén itt található az egyetlen ismert bazaltos barlang.

## Turizmus
A Kálvária-dombot érinti az Országos Kéktúra 13-as számú szakasza és egy-két más turistajelzés is, amelyek Solymár, Budaliget vagy Remeteszőlős, illetve a Remete-szurdok felől vezetnek ide. Bár a domb egész területe erdős, a kőbánya legnagyobb, északi udvari fejtésének tetejéről szép kilátás esik a környékre.
A Kálvária-dombi kőbányában időnként színielőadásokat is tartanak, 2015-ben és 2016-ban például két ízben is bemutatták itt a Brian élete című filmvígjáték egy szabadtéri színházi adaptációját, Szalai Kriszta szervezésében és rendezésében, rajta kívül olyan színművészek közreműködésével, mint Ágoston Péter, Baronits Gábor, Boronyák Gergely, Cs. Németh Lajos, Cserna Antal, Felhőfi Kiss László, Rózsa Krisztián és Szabó Sipos Barnabás.

## Gazdasági hasznosítás

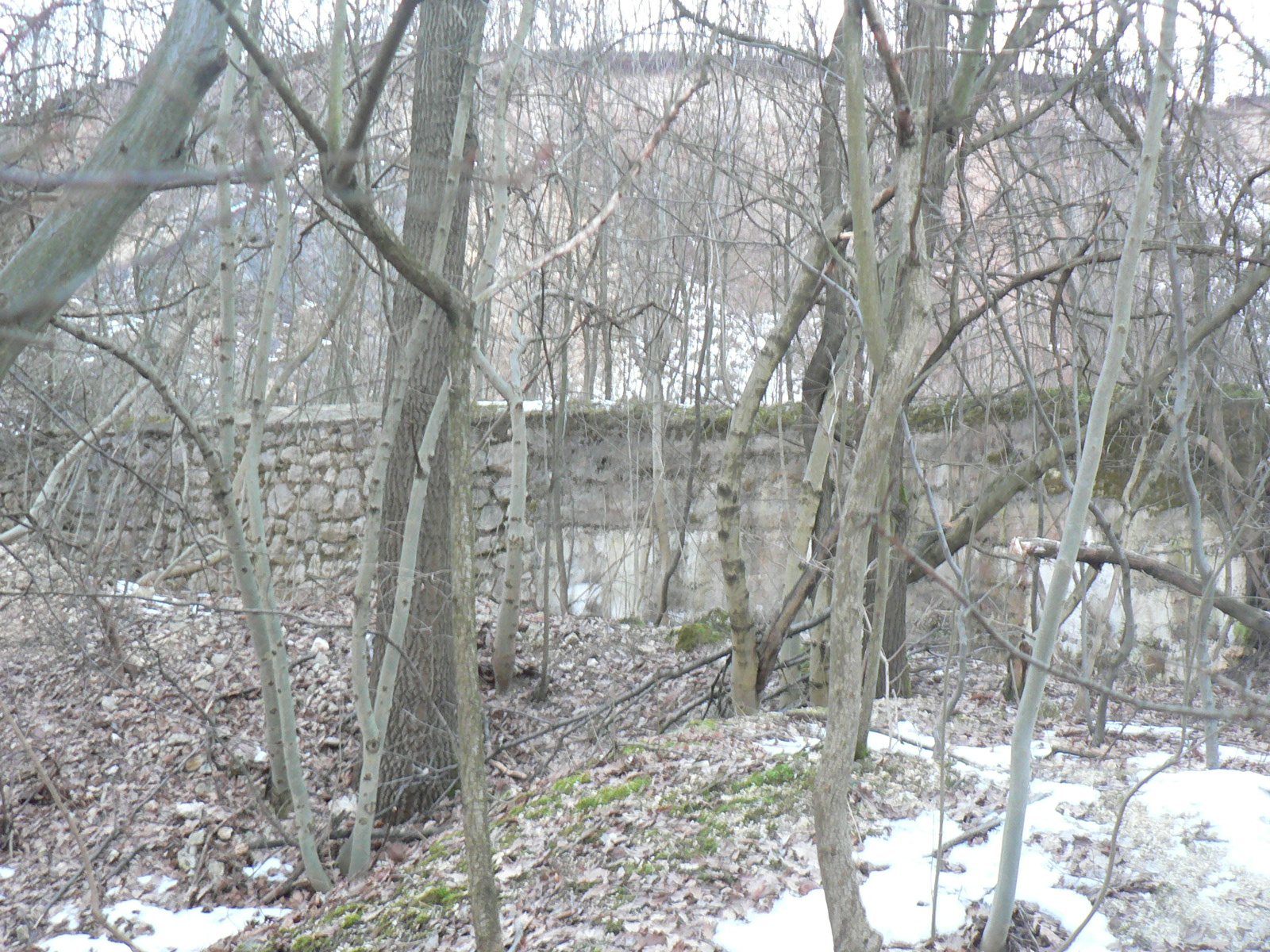
Építményrom a Hollandi-bányában

A Kálvária-domb délkeleti oldalában egymás szomszédságában három kisebb kőbánya is található, melyekben a triász kori mészkő bányászata folyt. A "Hollandi-bánya" néven is ismert kőbánya működésének időbeli határpontjai ez idő szerint nem ismertek; annyi azonban bizonyos, hogy egy, feltehetőleg az 1930-as évek körül készült térképen még semmilyen bánya rajza nem látható ezen a helyen.
Ritter György adatai szerint a kőbányát 1960-ban nyitotta meg a Pest Megyei Mészipari Vállalat a korábban működött két solymári mészkőbányája mellett harmadikként, hogy ki tudja elégíteni a budai, szobi és a váci járások egyre emelkedő mészigényét; 1964-ben 70 vagon meszet állítottak elő az itt kitermelt mészkőből, aminek kiégetéséhez az almásfüzitői olajfinomítóban keletkezett savgyantát használták fel. A bánya bezárására feltehetőleg valamikor az 1970-es években került sor.
Az északi bányaudvar területén még jelenleg is felismerhetőek egy egykori építmény maradványai, melyek legegyszerűbben a bányaterületet kelet felől határoló útról vehetők észre. Egy, az 1980-as években kiadott tájfutótérképen ezen a helyen még épületre utaló térképi jel látható.
Egykori kőbányája területének valamilyen gazdasági hasznosítása iránti igény feltehetőleg még 2001 körül is felmerült: Solymár nagyközség képviselő-testülete ugyanis a 94/2001.(XII.6.) számú határozatával kinyilvánította, hogy "Solymár (Kerek-hegy) és Pesthidegkút határán lévő rekultivált kőfejtőben semmiféle vállalkozási tevékenység megvalósítását nem támogatja."